# Born to Lead
«Born To Lead» es una canción de la banda de post-hardcore, Falling in Reverse, perteneciente a su segundo álbum de estudio, Fashionably Late.

## Historia
La canción fue publicada como tercer sencillo el 30 de mayo de 2013, ese día la banda canceló sus conciertos para el Vans Warped Tour. La gira dio a conocer la siguiente declaración sobre la decisión de la banda, que se centró en la inminente paternidad del vocalista Ronnie Radke.

Falling In Reverse se está retirando de la presentación en el Warped Tour de este verano. La prometida del cantante, Ronnie Radke, está embarazada de su primer hijo que tendrá un parto a la brevedad. Radke ha tomado la decisión de que es importante estar en casa con su recién nacido este verano. La banda ofrece sinceras disculpas a todos sus fanáticos que compraron boletos.